# Сірко (казка)

Обкладинка книги «Сірко» із серії «Кращі українські казки», видавництво «Школа», 2016 рік

«Сірко» — українська народна казка, яка є своєрідним синтезом циклу казок про тварин та соціально-побутових казок.

## Персонажі

##### Головні
- собака Сірко;
- вовк.

##### Другорядні
- господар Сірка;
- дружина господаря;
- син господаря.

## Проблематика

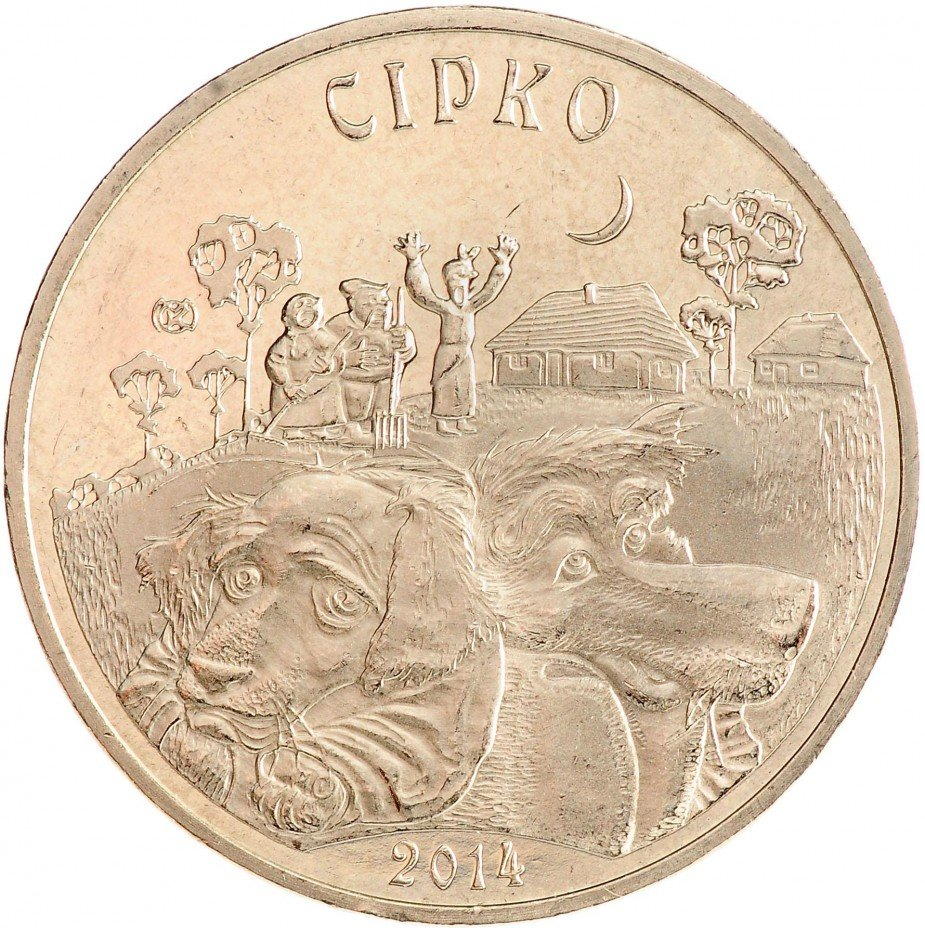
Українська казка «Сірко». Казахстанський тенге, 2014

- вірність і зрада — господар прогнав свого собаку, не дивлячись на його вірну службу;
- взаємодопомога — вовк запропонував Сірку допомогу, не передбачаючи за неї жодного зиску для себе;
- вдячність — Сірко не забув допомоги і вирішив віддячити вовку.

## Сюжет
Один господар мав собаку на ймення Сірко, якого прогнав через старість. В лісі Сірко зустрів вовка, який погодився йому допомогти. Наступного дня, коли господар з дружиної і немовлям вийшли працювати в полі, вовк підкрався і викрав дитину. Але тут підбіг Сірко і відняв у вовка дитину. Господар був дуже вдячний Сіркові за порятунок дитини, тому без зайвих роздумів забрав його з собою назад до дому. Від тоді старого собаку стали в родині добре шанувати. Якось Сірко задумав віддячити вовкові і запросив його до хати під час застілля. Вовк добре наївся і хотів уже співати. Як тільки вовк заспівав, його одразу ж знайшли. Сірко зробив вигляд, що напав на вовка і таким чином вивів його з хати аж у саме поле. На тому вони і розійшлися.